# Eduard Daubek mladší
Eduard rytíř Daubek, v dobových českých pramenech uváděn i jako Edvard rytíř Doubek (29. ledna 1844 Praha – 7. prosince 1912 Praha), byl rakouský a český šlechtic z rodu Daubků, podnikatel, velkostatkář a politik německé národnosti, v 2. polovině 19. století poslanec Českého zemského sněmu.

## Biografie
Jeho strýc Josef František Doubek (1807–1882) byl českým podnikatelem a politikem. Politice se věnoval i otec Eduard Daubek (1811–1878). Eduard Daubek byl aktivní jako majitel realit a podnikatel. Na Smíchově založil parní mlýn a část přilehlých pozemků věnoval roku 1883 u příležitosti narození princezny Alžběty Marie Rakouské na zřízení městského parku v prostoru nynějšího Arbesova náměstí v Praze.
Od zemských voleb v roce 1872 zasedal na Českém zemském sněmu, kam byl zvolen za kurii velkostatkářskou, nesvěřenecké velkostatky. Mandát obhájil v zemských volbách v roce 1878. Byl členem Strany ústavověrného velkostatku, která byla províděňsky, centralisticky orientovaná, odmítající federalistické aspirace neněmeckých etnik.
Hlásil se k německé národnosti, ale v národnostních otázkách (i kvůli faktu, že strýc se hlásil k českému táboru) vystupovali Eduard Daubek mladší i jeho otec umírněně.